# ألانيا سبور
نادي ألانيا سبور هو نادي تركي من منطقة ألانيا تأسس عام 1948 ويلعب في الدوري التركي الدرجة الأولى.

## وصلات خارجية
- الموقع الرسمي
.